# Thanh Quý
Thanh Quý (tên khai sinh Vũ Thị Quý, sinh ngày 25 tháng 11 năm 1958 tại Hà Nội) là một nữ diễn viên điện ảnh và truyền hình Việt Nam. Bà được biết đến nhờ những vai diễn có số phận éo le, phải đối mặt với sự lựa chọn ngang trái cũng như người phụ nữ có tính cách ngang ngạnh, sắt đá.
Từng đoạt Bông sen vàng cho Nữ diễn viên chính xuất sắc nhất năm 1985 và với những đóng góp cho nền điện ảnh trong nước từ lúc khởi nghiệp khi chỉ mới 18 tuổi, Thanh Quý đã được nhà nước Việt Nam phong tặng danh hiệu nghệ sĩ ưu tú.

## Tiểu sử

### Thuở đầu
Thanh Quý sinh ra và lớn lên tại làng Bưởi, nay thuộc quận Tây Hồ, Hà Nội trong một gia đình đông anh chị em. Thuở nhỏ bà ham mê đọc sách và mơ ước trở thành một thủ thư hoặc làm nghề địa chất để được ngao du khắp chốn.. Trường cấp 3 nơi bà từng theo học chỉ cách Trường trung học Điện ảnh Việt Nam không xa, nhờ vậy ngày nào đến lớp bà cũng có cơ hội đi ngang qua đây. Đầu năm 1973, bà cùng chị gái đi ngang qua trường và tình cờ được một đạo diễn phát hiện ra vẻ đẹp trong sáng của một cô gái tuổi 15. Thanh Quý đỗ vòng thi tuyển và được đưa vào danh sách lớp diễn viên điện ảnh khóa 2 (1973-1977) cùng với một số diễn viên tên tuổi sau này như các nghệ sĩ ưu tú Phương Thanh, Minh Châu, Diệu Thuần. Mặc dù là người trẻ tuổi nhất nhưng nhờ vẻ đẹp nổi bật, bà đã được chọn đóng vai chính sớm nhất so với các bạn cùng khóa. Vừa nhập học, bà đã được đạo diễn Khắc Lợi mời tham gia phim Hai người mẹ. Tuy nhiên, sự non nớt về diễn xuất buộc Thanh Quý phải nhường vai cho người khác. Sau thất bại đó, bà buồn chán đến mức có lúc đã nghĩ đến cái chết .

### Phim nhựa
Sự nghiệp điện ảnh của Thanh Quý bắt đầu năm 1976 khi mới 18 tuổi và còn đang học năm thứ 3, với diễn xuất trong Chuyến xe bão táp do Trần Vũ làm đạo diễn. Bà thủ vai Vân, một cô gái thanh niên xung phong đấu tranh với những hành vi tiêu cực như lối cư xử cửa quyền của chị bán vé, cách "trả đũa" hành khách của anh tài xế đã "lắc xe" một cách điên đảo khi bị phản đối vì anh tự ý nhét thêm khách kiếm lời. Thanh Quý từng nhắc đến những ngày làm việc vất vả ở Vinh, cả đoàn làm phim tìm những đoạn đường nhiều ổ gà nhất để quay cho hiệu quả. Một năm sau, bà tiếp tục đóng vai nhân vật Vân trong Những người đã gặp, bộ phim có thể xem như phần hai của Chuyến xe bão táp. Khác với phong cách phóng sự ở Chuyến xe bão táp, Những người đã gặp thiên về khai thác tâm lý nhân vật một cách tinh tế qua những diễn biến tình cảm của Vân. Nhờ diễn xuất chân thực của Thanh Quý trong cả hai phim đã góp phần làm bật lên những vấn đề bức thiết và tế nhị trong quá trình hòa nhập vào cuộc sống đời thường của những người lính giải phóng từ cuộc chiến trở về. Bà đã được nhận bằng khen của ban giám khảo tại Liên hoan phim Việt Nam lần thứ IV tổ chức năm 1977 tại Thành phố Hồ Chí Minh .
Năm 1984, Thanh Quý tham gia bộ phim Tình yêu và khoảng cách của đạo diễn Đức Hoàn. Bà vào vai Ngân Hà, một phụ nữ trẻ đẹp từng có một tình yêu trong sáng với một cựu chiến binh khi anh trở về với những vết thương nặng và xấu xí nhưng đã thay lòng đổi dạ vào lúc tưởng chừng như hạnh phúc nhất. Được đánh giá là đã tạo tạo cho nhân vật Ngân Hà một cá tính mạnh mẽ, một cách hành xử quyết liệt, Thanh Quý đã nhận giải Bông sen vàng cho "Nữ diễn viên chính xuất sắc nhất" tại Liên hoan phim Việt Nam lần thứ VII tổ chức năm 1985.

Thanh Quý trong phim Không có đường chân trời (1986).

Trong Không có đường chân trời (1986) của đạo diễn Nguyễn Khánh Dư, Thanh Quý tiếp tục vào vai một cô gái thanh niên xung phong khác tên Nga, nữ nhân vật duy nhất trong bộ phim lạc vào rừng sâu và may mắn gặp một tiểu đội đang tăng gia và tích trữ lương thực. Qua nhân vật Nga, các nhà làm phim đã khai thác một khía cạnh khác trong cuộc sống chiến tranh ác liệt - khía cạnh tình yêu. Từ cuộc tình với một chiến sĩ bộ đội, Nga quyết tâm bảo vệ mầm sống là đứa con trong bụng giữa hoàn cảnh tàn khốc của chiến tranh. Thanh Quý chia sẻ rằng bà chưa thực sự hài lòng về vai diễn này vì đây là một nhân vật đã được định hình trong văn học; thể hiện nhân vật sao cho đúng với tác phẩm đã là điều khó, để lại một dấu ấn riêng trên màn ảnh lại càng khó hơn và bà cảm thấy mình chưa làm được điều này .
Trong phim Chuyện tình bên dòng sông (1992) của đạo diễn Đức Hoàn, Thanh Quý vào vai một người đàn bà bị mất một chân vì bom đạn của Mỹ. Cả gia đình chỉ còn lại hai chị em. Ở bên cạnh cô em gái (do Lê Khanh đóng) như bông hoa đang rực sắc, số phận nghiệt ngã của người chị gái tật nguyền càng thêm nổi bật. Thế nhưng trong lòng người phụ nữ đã qua tuổi thanh xuân này vẫn còn khát vọng tình yêu lúc âm ỉ lúc thì bừng cháy. Thanh Quý từng nhận xét về vai diễn của mình trong bộ phim này: "Đấy là phim mà tôi rất ưng ý. Nói về mặt nghề nghiệp, tôi rất thích vai cô chị trong phim. Không xuất hiện nhiều, chỉ điểm xuyết nhưng là mặt đối lập với vai cô em. Một người sở hữu hạnh phúc mà không biết, cứ đi tìm những cái xa xôi; một người thèm khát chút hạnh phúc nhỏ nhoi mà không sao có được" . Ở Chuyện tình trong ngõ hẹp (đạo diễn Nguyễn Thanh Vân), Thanh Quý tiếp tục thể hiện một số phận đàn bà éo le. Đó là một người phụ nữ không chồng nhưng yêu một người đàn ông khỏe mạnh, đẹp trai, dáng vẻ hào hoa (do Đơn Dương đóng) nhưng trớ trêu ở chỗ đứa con gái mới lớn của chị cũng "run rẩy" trước người đàn ông ấy và người mẹ quyết định hy sinh tình yêu của mình cho đứa con.
Các nhân vật của Thanh Quý trong những bộ phim nhựa khác như Cây xương rồng trên cát (đạo diễn Nguyễn Khánh Dư), Ngõ hẹp (đạo diễn Bạch Diệp), Người đàn bà bị săn đuổi (đạo diễn Hoàng Tích Chỉ), Dòng sông cười (đạo diễn Phạm Thanh Phong)... cũng đều trải qua những thăng trầm của số phận, cũng đều nếm trải mất mát và cay đắng của cuộc đời.
Từ khi khởi nghiệp năm 1976 đến năm 1992 là khoảng thời gian Thanh Quý hoạt động nhiều nhất. Năm nào cũng có ít nhất một vai diễn trên màn ảnh do bà thủ vai.

### Phim truyền hình
Từ những năm 2000 trở lại đây, Thanh Quý ít đóng phim nhựa mà chủ yếu tham gia diễn xuất trong các bộ phim truyền hình dài tập. Năm 2000, bà vào vai Lý trong bộ phim dài 13 tập Mùa lá rụng. Chủ đề phim không khác so với truyện là bảo vệ truyền thống, nền tảng gia đình trước những biến động của kinh tế thị trường. Đạo diễn Quốc Trọng cho biết rằng việc tìm diễn viên cho phim là gay go nhất nhưng riêng với nhân vật Lý thì ông đã tìm ngay ra được diễn viên là nghệ sĩ Thanh Quý sau khi đọc kịch bản. "Vai Lý sẽ là vai thử thách với Thanh Quý bởi đó là vai đẹp, quyến rũ và sâu sắc, nông nổi và đáng thương nhiều hơn đáng giận" . Trong Mùa lá rụng, Lý là người con dâu cả có tính tình sắt đá, luôn tìm cách làm giàu cho bản thân và gia đình nhưng để rồi phải vào tù vì buôn bán ma túy trong một phút lầm lỡ. Về phía Thanh Quý, tuy đã tự nhủ sẽ không đảm nhận những vai đanh đá và ghê gớm nữa vì sợ gây cảm giác nhàm chán cho người xem, bà vẫn quyết định nhận đóng vai nhân vật Lý vì nhân vật cùng tên trong cuốn tiểu thuyết Mùa lá rụng trong vườn đã khiến bà rất ấn tượng .
Đầu năm 2005, Thanh Quý đóng vai bà Vu trong phim truyện Ban mai xanh do Trọng Trinh làm đạo diễn. Đây là một nữ doanh nhân giàu có chỉ biết đến tiền và luôn tìm cách ngăn cản tình yêu giữa con gái bà với Bằng (do Minh Tiệp đóng), một sinh viên nghèo từ nông thôn. Bà luôn nhiếc móc và sỉ vả Bằng vì sự nghèo hèn của anh.
Trong Chuyện phố phường dài 25 tập sản xuất đầu năm 2006 của đạo diễn Phạm Thanh Phong và Nguyễn Danh Dũng, Thanh Quý vào vai bà Hương, một bà mẹ đau đớn và bất lực luôn tìm đến với rượu để giải sầu khi chứng kiến đứa con trai cả đang tâm xé nát không khí êm đềm của ngôi nhà cổ nơi bà từng sinh sống và sự bình yên của những người bà yêu thương, trong đó có đứa con gái út chẳng may bị mù lòa từ bé. Bà Hương cũng là người đàn bà đã chia tay với chồng, con để đến với người tình, nhưng đó lại là một người đàn ông đốn mạt, và bà ghê tởm ông ta từ khi nhận ra điều đó. Được hỏi về vai bà Hương trong Chuyện phố phường, Thanh Quý nói bà hài lòng về vai diễn của mình, nhân vật có quá nhiều cảm xúc và khi vào vai. Bà như bị nhân vật nhập và cuốn theo những cơn say. Bà còn cho biết rằng theo kịch bản thì nhân vật này còn hút cả thuốc lá, nhưng lo sợ gây phản cảm cho khán giả nên đã đề nghị bỏ bớt. Tuy Chuyện phố phường nói về một chủ đề không mới là một gia đình đổ vỡ, sự bất đồng ngấm ngầm giữa các thế hệ, những tranh chấp quanh ngôi nhà cổ của dòng họ nhưng sự diễn xuất đạt của dàn diễn viên đã được đánh giá là một yếu tố giúp bộ phim thu được sự chú ý của khán giả và giành giải khuyến khích thể loại phim truyền hình dài tập trong giải Cánh diều vàng 2005 của Hội Điện ảnh Việt Nam.
Năm 2007, Thanh Quý tham gia bộ phim Luật đời dài 26 tập của đạo diễn Mai Hồng Phong vốn được chuyển thể từ cuốn tiểu thuyết đầu tay Luật đời và cha con của nhà văn Nguyễn Bắc Sơn. Bà đóng một vai thứ mang tên bà Phụng, một nhân viên mậu dịch, một người phụ nữ sắc sảo và thực dụng, nhanh chóng thích ứng với những thay đổi của cơ chế thị trường đối lập với ông chồng tên Hòe (do Nghệ sĩ ưu tú Hà Văn Trọng đóng), một sĩ quan quân đội chuyển ngành giáo điều và luôn đề cao nguyên tắc. Nhờ nội dung mang tính thời sự cao, Luật đời đã giành trọn các giải thưởng tại lễ trao giải Phim truyền hình 2007 của Đài truyền hình Hà Nội.
Đầm lầy bạc (đạo diễn Bùi Quốc Việt, trình chiếu 2011), bộ phim dài 20 tập nằm trong series phim Cảnh sát hình sự, là phim truyền hình gần đây nhất mà Thanh Quý tham gia diễn xuất. Bà vào vai bà Hương, một bà trùm mafia giấu mặt và là kẻ chủ mưu đang tâm giết hại cả gia đình em gái ruột của mình hòng bảo vệ cho liên minh xã hội đen do bà ngấm ngầm chỉ đạo và điều hành. Tâm sự về vai diễn mẹ già mafia của mình, Thanh Quý chia sẻ bà nhận vai vì đây là một dạng vai mới thú vị mà bà chưa từng thử bao giờ, một mẫu hình phụ nữ nanh ác và xảo quyệt nhưng không hầm hố và bặm trợn. Để chuẩn bị cho vai diễn, bà đã tham khảo qua sách báo, phim xã hội đen của Mỹ như Bố già, thẩm thấu văn học cùng với những trải nghiệm của bản thân thông qua quan sát cuộc đời.
Năm 2012, bà tham gia bộ phim Giao mùa. Bà vào vai bà Sương, em gái bà Hiền(NSƯT Tuyết Mai), chủ tiệm bánh Thu Sương. Bà có hai người con là Hòa(Thanh Huyền) và Hậu( Hoàng Anh Vũ). Do vì cách dạy con sai cách của bà nên hai người con của bà trở nên hư hỏng. Người thì gặp vấn đề trong hôn nhân, người thì nghiện ma túy đến mức qua đời do sốc thuốc.    
Năm 2013, bà tham gia bộ phim truyền hình Sát thủ Online của đạo diễn NSƯT Nguyễn Mai Hiền. Bà vào vai Thanh,vợ Thượng tá Hoàng( nghệ sĩ Văn Báu), một nữ giáo viên có tính cách nhẹ nhàng, luôn quan tâm đến chồng con. Do vì quá nuông chiều con gái nên khi con gái bị kẻ xấu tung clip sex lên mạng, bà sốc đến mức phải tìm đến cái chết. 
Năm 2014, bà tham gia bộ phim Sóng ngầm. Bà vào vai bà Hỷ, một người bán tạp hóa có tính cách chua ngoa, ghê gớm, hay mắng mỏ con gái và hành hung ông Cung ( NSND Bùi Bài Bình). Khi được hỏi về vai diễn này, Thanh Quý nói là nhân vật của bà như một con gà mái, sẵn sàng xù lông cánh để bảo vệ gia đình. 
Năm 2015, bà góp mặt với vai diễn bà Minh, vợ ông Minh ( NSND Trung Anh) trong phim Hôn nhân trong ngõ hẹp. Bà vào vai một người mẹ chồng khó tính, nuông chiều vợ chồng con dâu út là Kiều Linh( Kiều My)- Minh Khánh(Trọng Nhân). 
Vai diễn mới đây nhất của Thanh Quý trong bộ phim truyền hình Người phán xử (2017) là một vai diễn chứa đựng nhiều u uất và buồn tủi. Bà vào vai bà Hồ Thu, vợ ông trùm Phan Thị, Phan Quân (NSND Hoàng Dũng), được sống trong nhung lụa nhưng luôn giữ trong mình nhiều nỗi niềm tâm sự bởi từng bị chồng phản bội.
Cũng trong năm 2017, bà tham gia bộ phim Đi qua mùa hạ. Bà vào vai bà Đào, mẹ Quế( Quỳnh Kool). Bà Đào là một người mẹ ghê gớm,chuyên đi đặt điều cho người khác. Bà có mâu thuẫn với bà Lài (NSƯT Quế Hằng), mẹ Phương (Đình Tú). Chính vì mâu thuẫn với bà Lài nên bà luôn ngăn cản tình bạn giữa Quế và Phuơng.   
Khoảng năm 2017-2018, bà góp mặt trong phim Cả một đời ân oán của đạo diễn NSND Trọng Trinh và Bùi Tiến Huy. Bà vào vai bà Hảo, mẹ Dung (Hồng Diễm) và Lâm(Đình Tú). Bà có một cậu con trai đã từng phải đi tù vì nợ tiền đánh bạc. Bà có mẫu thuẫn lớn với gia đình thông gia khi con gái bà bị gia đình chồng chì chiết.
Năm 2019, bà tham gia bộ phim Hoa hồng trên ngực trái của đạo diễn NSƯT Vũ Trường Khoa. Bà vào vai bà Kim, mẹ Dũng( Hồng Quang). Bà Kim là một bà mẹ chồng ghê gớm, giở thủ đoạn với con dâu là San( Diệu Hương). Chính vì vai diễn này mà bà được mệnh danh là "mẹ chồng ghê gớm nhất màn ảnh Việt". Sau Hoa hồng trên ngực trái, bà tiếp tục đảm nhận vai bà Ngoan, mẹ Yến( Lan Phương) trong bộ phim Nàng dâu order.
Năm 2020, bà tham gia bộ phim Lựa chọn số phận. Bà vào vai bà An, mẹ Thẩm phán Hùng Cường( Hà Việt Dũng). Bà dùng mọi chiêu trò để gây áp lực phản đối công việc thẩm phán của anh.
Năm 2021, bà tham gia dự án phim Thương ngày nắng về . Bà đảm nhiệm nhân vật bà Nga - một người mẹ già tần tảo một mình nuôi những đứa con của mình (Vân Khánh - Lan Phương, Vân Vân - Nguyễn Ngọc Huyền) khôn lớn bằng những gánh bún riêu suốt từ thuở trẻ đến khi có tuổi. Cùng lúc, bà còn phải cưu mang thêm Hoa (sau là Vân Trang - Phan Minh Huyền), là con gái của Nhung (NSND Minh Hoà) - một người bạn thân cũ và cậu em trai khờ khạo (Ông Vượng - Bá Anh). Đây cũng là bộ phim đầu tiên bà hoá thân với hình ảnh của một người phụ nữ phúc hậu, khuôn phép, đuợc cho là gần gũi với tính cách thật của bà hơn sau xuyên suốt một thời gian dài phải đảm nhiệm những nhân vật có phần ghê gớm, thậm chí mưu mô, thủ đoạn trên sóng truyền hình. Thương ngày nắng về  là bộ phim đánh dấu sự trở lại thành công ngoài mong đợi của NSƯT Thanh Quý với phim truyền hình VTV, mà ở đó, nhân vật bà Nga là trung tâm của cốt truyện, cũng là nhân vật khơi gợi cảm xúc và lấy đi nhiều nước mắt nhất của khán giả trong một bộ phim đuợc đánh giá ăn khách nhất ở thời điểm đó.
Năm 2023, bà tái xuất màn ảnh nhỏ với bộ phim Cuộc đời vẫn đẹp sao. Bà vào vai bà Tình,một người phụ nữ bán hàng rong và là mẹ chồng Luyến (Thanh Hương). Bà Tình và Luyến sống trong một khu lao động nghèo, phải làm lụng vất vả suốt 5 năm để trả nợ cho người con trai được cho là đã chết ở biển là Sơn ( Hoàng Du Ka). Khi biết con mình còn sống, bà đã giấu Luyến và bị Luyến đuổi ra khỏi nhà.Không những bị đuổi ra khỏi nhà,bị con trai ruồng bỏ, bà còn phải cưu mang và chịu đựng sự phiền hà của đứa em trai hư hỏng của Luyến là Bát( Phạm Tuấn Anh). Bà Tình là một người phụ nữ chăm chỉ, hiểu chuyện, biết thân biết phận, thương con dâu một cách chân thành. Đây là một vai diễn hoàn toàn mới của bà sau vai diễn mẹ chồng ghê gớm, bà Kim trong phim Hoa hồng trên ngực trái. Đây là lần thứ ba bà hợp tác với đạo diễn Nguyễn Danh Dũng sau hai tác phẩm trước đó là Người phán xử(2017) và Chuyện phố phường(2006). Cuộc đời vẫn đẹp sao đồng thời đánh dấu sự trở lại của bà sau vai diễn bà Nga phim Thương ngày nắng về.
Sau Cuộc đời vẫn đẹp sao, bà tiếp tục đảm nhận một vai diễn mới trong phim Không ngại cưới, chỉ cần một lý do của đạo diễn Bùi Quốc Việt. Bà vào vai bà Giàu, một người phụ nữ lớn tuổi đã biến mất khỏi làng gần 10 năm trời và đã từng phải đi tù 2 năm. Sau khi ra tù, bà là người cưu mang và giúp đỡ mẹ con Huyền(Quỳnh Lương). Bà Giàu còn là người bầu bạn tuổi già với cụ Mão( NSƯT Phú Đôn).
Năm 2024, bà tham gia bộ phim Gặp em ngày nắng do Nguyễn Đức Hiếu làm đạo diễn. Bà vào vai bà Quý, một người phụ nữ ngoài 60 tuổi đang sống cùng vợ chồng con trai là Tân và Hoa, làm nghề trông xe trong khu tập thể. Bà Quý là hàng xóm của Phương(Anh Đào). Bà Quý còn có những người bạn già như ông Đại(NSND Quốc Trị), bà Tâm(NSƯT Thanh Tú) và bà Thương( NSND Lan Hương). Sau Gặp em ngày nắng, bà tái xuất màn ảnh nhỏ với bộ phim Hoa sữa về trong gió do Bùi Tiến Huy làm đạo diễn. Bà vào vai bà Trúc, một cán bộ về hưu, có hai người con là Hiếu ( Bá Anh) và Thuận( Huyền Sâm).     

### Hoạt động khác
Trong năm 2006, Thanh Quý tham gia Nhật ký Vàng Anh (phần một), một chương trình truyền hình cung cấp những kiến thức về giới tính và tâm sinh lý tuổi vị thành niên. Bà đóng vai nhân vật mẹ Vàng Anh, nhân viên một công ty liên doanh nhưng rất nghiêm khắc và quan tâm sát sao tới việc học hành của con gái. Cùng với hàng loạt nhân vật khác, sang phần hai của chương trình, vai của Thanh Quý được thay bởi diễn viên Minh Hòa.

## Đời tư
Thanh Quý đã từng hai lần kết hôn, trong đó đáng chú ý là cuộc hôn nhân thứ hai kéo dài 20 năm với họa sĩ Thành Chương, con trai nhà văn Kim Lân . Bà có một con gái với người chồng trước và nay đã lên chức bà ngoại .

## Các bộ phim tham gia diễn xuất
| Năm  | Phim                      | Vai diễn     |
| ---- | ------------------------- | ------------ |
| 1977 | Chuyến xe bão táp         | Vân          |
| 1979 | Những người đã gặp        | Vân          |
| 1979 | Cha và con                | Thim         |
| 1980 | Cách sống của tôi         | Thu          |
| 1980 | Ai gọi tôi trên đồng cỏ?  | May          |
| 1982 | Cây xương rồng trên cát   | Thi          |
| 1983 | Mảnh trời riêng           |              |
| 1984 | Tình yêu và khoảng cách   | Ngân Hà      |
| 1986 | Không có đường chân trời  | Nga          |
| 1984 | Đàn chim trở về           | Vân Anh      |
| 1986 | Người mang mật danh K213  | Thạch Thảo   |
| 1987 | Ngõ hẹp                   | Loan         |
| 1987 | Người đàn bà che mặt      |              |
| 1988 | Thời hiện tại             | Bích Quy     |
| 1990 | Ngươi đàn bà bị săn đuổi  | Gái          |
| 1992 | Cổng trời                 | Mụ Xíu       |
| 1992 | Chuyện tình bên dòng sông |              |
| 1993 | Ngõ đàn bà                | Sinh         |
| 1994 | Dòng sông cười            |              |
| 1996 | Ăn mày dĩ vãng            |              |
| 2002 | Tết này, ai đến xông nhà! | Mẹ Hồng Linh |

| Năm          | Phim                                     | Vai diễn          |
| ------------ | ---------------------------------------- | ----------------- |
| Thập niên 90 | Một thời đã sống                         |                   |
| Thập niên 90 | Sự thật                                  |                   |
| Thập niên 90 | Một ông sao sáng                         |                   |
| Thập niên 90 | Cây phong lan nở hoa vàng                |                   |
| 1995         | Sông hồng reo                            | Bà Mậu            |
| 1996         | Giấc mơ hoa                              | Hương Ly          |
| 1996         | Người Hà Nội                             | Diễm              |
| 1996         | Suối Ngàn Lau chảy mãi                   | Ngân              |
| 1998         | Sau những lỗi lầm                        | Bà Quyền          |
| 1998         | Vòng xoáy cuộc đời                       | Bà Nga            |
| 1999         | Mỗi thời của họ                          | Vợ ông Bao        |
| 2001         | Mùa lá rụng                              | Lý                |
| 2001         | Ngọn đèn trước gió                       | Oanh              |
| 2003         | Sự thật                                  | Thi               |
| 2003         | Kiếp nghèo                               |                   |
| 2004         | Biển trời mênh mang                      | Bà Hương          |
| 2005         | Ban mai xanh                             | Bà Vu             |
| 2005         | Chuyện phố phường                        | Hương             |
| 2006         | Nhịp xòe hoa                             | Mụ Chứa           |
| 2006         | Nhật ký Vàng Anh                         | Mẹ Vàng Anh       |
| 2007         | Luật đời                                 | Phụng             |
| 2008         | Những cánh hoa bay                       | Mẹ Hải            |
| 2010         | Hà Nội một thời                          | Vợ nhạc sĩ Hòa    |
| 2011         | Đầm lầy bạc (loạt phim Cảnh sát hình sự) | Hương             |
| 2011         | Khúc ca cho tình nhân                    | Bà Xính           |
| 2012         | Siêu thị tình yêu                        | Bà Hải            |
| 2012         | Giao mùa                                 | Bà Sương          |
| 2013         | Giấc mơ hạnh phúc                        | Bà My(mẹ Hoa)     |
| 2013         | Giọt nước rơi                            | Bà trùm           |
| 2013         | Sát thủ online                           | Thanh             |
| 2015         | Hôn nhân trong ngõ hẹp                   | Bà Minh           |
| 2015         | Sóng ngầm                                | Bà Hỷ             |
| 2017         | Người phán xử                            | Hồ Thu            |
| 2017         | Đi qua mùa hạ                            | Bà Đào            |
| 2017         | Làm chồng đại gia                        | Mẹ Quyên          |
| 2017 - 2018  | Cả một đời ân oán                        | Bà Hảo (mẹ Dung)  |
| 2019         | Nàng dâu order                           | Bà Ngoan (mẹ Yến) |
| 2019         | Hoa hồng trên ngực trái                  | Bà Kim (mẹ Dũng)  |
| 2020         | Lựa chọn số phận                         | Bà An (mẹ Cường)  |
| 2021         | Nhà nông vui vẻ                          | Bà Hảo            |
| 2021-2022    | Thương ngày nắng về                      | Bà Nga            |
| 2023         | Cuộc đời vẫn đẹp sao                     | Bà Tình           |
| 2023         | Không ngại cưới, chỉ cần một lý do       | Bà Giàu           |
| 2024         | Gặp em ngày nắng                         | Bà Quý            |
| 2024         | Hoa sữa về trong gió                     | Bà Trúc           |
| 2025         | Có anh, nơi ấy bình yên                  | Bà Phúc           |